# Податковий борг
Податко́вий борг — податкове зобов'язання (з урахуванням штрафних санкцій за їх наявності), узгоджене платником податків
або встановлене судом (господарським судом), але не сплачене у встановлений строк, а також пеня, нарахована на суму такого податкового зобов'язання.
У платника податків виникає податковий борг у випадку, коли протягом 10 календарних днів після отримання податкового повідомлення-рішення не була розпочата процедура оскарження такого рішення.